# Saison 2013 des Yankees de New York
La saison 2013 des Yankees de New York est la 113e saison en Ligue majeure de baseball pour cette franchise.
La saison 2013 est marquée par les adieux de Mariano Rivera, le meneur de l'histoire du baseball pour les sauvetages, qui prend à 43 ans sa retraite après 19 saisons, toutes chez les Yankees. Rivera est en juillet nommé meilleur joueur du match des étoiles et remporte le prix du joueur ayant effectué le meilleur retour après avoir raté presque toute la saison 2012.
Les Yankees gagnent 85 matchs contre 77 défaites, soit 10 victoires de moins que la saison précédente. Ils glissent du 1er au 3e rang de la division Est de la Ligue américaine (à égalité avec Baltimore) et ratent les séries éliminatoires pour la 2e fois seulement en 19 saisons. Leur année est marquée par les blessures. Tant de joueurs sont blessés qu'ils utilisent dans la saison un total de 56 joueurs, un record pour cette franchise. Les vedettes Derek Jeter (17 matchs joués), Mark Teixeira (15) et Alex Rodriguez (44) jouent peu, et ce dernier est en août suspendu 211 matchs pour dopage, bien qu'une procédure d'appel lui permette de retarder cette pénalité. En dépit de ces embûches, les Yankees s'accrochent jusqu'à la toute fin du calendrier à l'espoir de participer aux éliminatoires, et ne terminent qu'à 6 matchs et demi d'une qualification. La saison 2013 est aussi la dernière à New York du joueur étoile Robinson Canó.

## Contexte
Avec 95 victoires et 67 défaites, les Yankees s'imposent en 2012 comme la meilleure équipe de la Ligue américaine en saison régulière et remportent le championnat de la division Est pour la deuxième année consécutive. Ils se qualifient par le fait même une 17e fois en 18 ans pour les séries éliminatoires, et ce malgré la perte de Mariano Rivera, blessé en mai. Les Yankees franchissent avec succès l'étape des Séries de divisions en éliminant les coriaces Orioles de Baltimore, qu'ils ont devancés par seulement deux matchs dans la section Est en saison régulière. L'offensive new-yorkaise tombe toutefois en panne en Série de championnat, où ils sont éliminés en seulement quatre parties par les Tigers de Détroit.

## Calendrier pré-saison
L'entraînement de printemps des Yankees s'ouvre en février.

## Saison régulière
La saison régulière des Yankees se déroule du 1er avril au 29 septembre 2013 et prévoit 162 parties. Le premier match est disputé à New York face aux Red Sox de Boston.

### Avril
- 12 avril : Au Yankee Stadium, les Yankees réussissent un rare triple jeu sur six lancers en huitième manche de leur match face aux Orioles de Baltimore[3].

### Juillet
- 1er juillet : Andy Pettitte enregistre son 1958e retrait sur des prises en carrière pour battre le record d'équipe des Yankees, détenu par Whitey Ford depuis la fin de sa carrière en 1967[4].
- 16 juillet : à sa 13e et dernière participation au match des étoiles, Mariano Rivera des Yankees est nommé meilleur joueur du match d'étoiles 2013 disputé à New York au Citi Field, le stade des Mets, et remporté 3-0 par l'équipe de la Ligue américaine[5].
- 26 juillet : le vétéran Alfonso Soriano revient chez les Yankees après 10 ans d'absence lorsque New York l'obtient des Cubs de Chicago pour le lanceur des ligues mineures Corey Black[6].

### Septembre
- 4 septembre : Iván Nova des Yankees est nommé meilleur lanceur du mois d'août dans la Ligue américaine[7].
- 29 septembre : La saison régulière se termine avec les Yankees à égalité avec Baltimore au 3e rang de la division Est. New York rate les éliminatoires pour la seconde fois seulement en 19 saisons.

### Classement
| Ligue américaine (Division Est) | V  | D  | %    | Diff. | Diff. (séries) |
| ------------------------------- | -- | -- | ---- | ----- | -------------- |
| Red Sox de Boston               | 97 | 65 | ,599 | -     | -              |
| Rays de Tampa Bay               | 92 | 71 | ,564 | 5½    | -              |
| Orioles de Baltimore            | 85 | 77 | ,525 | 12    | 6½             |
| Yankees de New York             | 85 | 77 | ,525 | 12    | 6½             |
| Blue Jays de Toronto            | 74 | 88 | ,457 | 23    | 17½            |

## Affiliations en ligues mineures
| Niveau            | Équipe                        | Ligue                   |
| ----------------- | ----------------------------- | ----------------------- |
| AAA               | Scranton/Wilkes-Barre Yankees | Ligue internationale    |
| AA                | Thunder de Trenton            | Eastern League          |
| A-Advanced        | Yankees de Tampa              | Florida State League    |
| A                 | RiverDogs de Charleston       | South Atlantic League   |
| A (saison courte) | Yankees de Staten Island      | New York - Penn League  |
| Ligue des recrues | GCL Yankees                   | Gulf Coast League       |
| Ligue des recrues | DSL Yankees 1                 | Dominican Summer League |
| Ligue des recrues | DSL Yankees 2                 | Dominican Summer League |